# Scatophila nilotica
Scatophila nilotica är en tvåvingeart som beskrevs av Canzoneri 1987. Scatophila nilotica ingår i släktet Scatophila och familjen vattenflugor.
Artens utbredningsområde är Sudan. Inga underarter finns listade i Catalogue of Life.